# Amt Offenburg
Das Amt Offenburg war in napoleonischer Zeit eine Verwaltungseinheit im Großherzogtum Baden. Es bestand von 1810 bis 1813.

## Geschichte

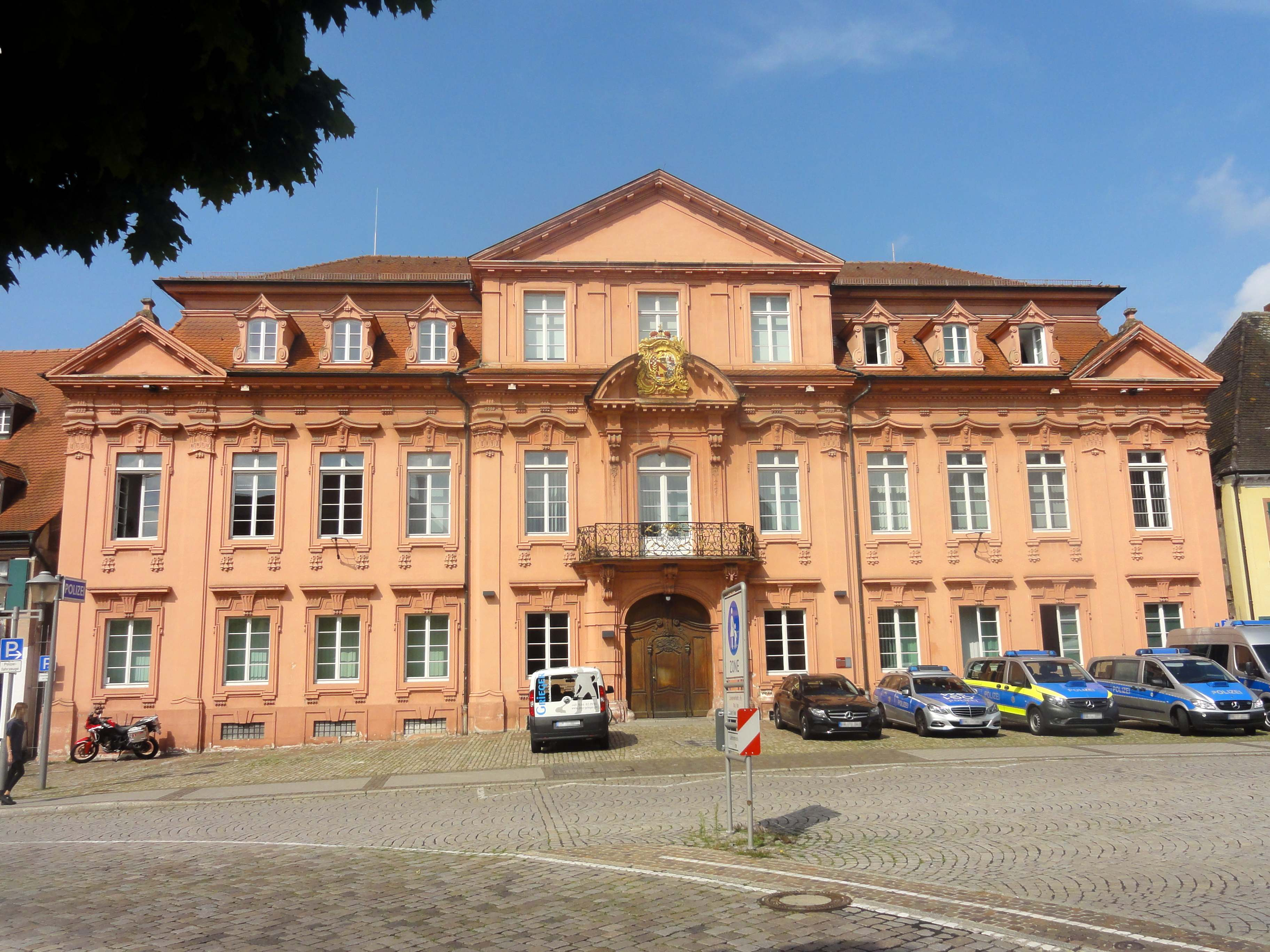
Der Königshof in Offenburg

Zu Zeiten des Heiligen Römischen Reiches hatte das am Ufer der Kinzig, kurz nach deren Austritt aus dem Schwarzwald in die Oberrheinische Tiefebene gelegene Offenburg den Status einer Freien Reichsstadt inne. Infolge des Reichsdeputationshauptschlusses 1803 wurde sie mediatisiert und der badischen Landeshoheit unterstellt. Dessen Regierung ordnete die Stadt zunächst der Obervogtei Gengenbach zu, 1807 wurde sie Sitz des Oberamts Offenburg.
In Umsetzung des Novemberedikts von 1809 war für Anfang 1810 die Aufteilung in ein Stadt- und Erstes Landamt sowie ein Zweites Landamt vorgesehen. Im Rahmen der Verwaltungsgliederung des Landes wurden sie dem Kinzigkreis zugeordnet. Anstelle des Zweiten Landamtes, das den Nordteil des bisherigen Oberamts umfassen sollte, entstand das um das Gebiet um Renchen erweiterte Amt Appenweier, der Rest bildete das Amt Offenburg. Die Leitung, unter Beibehaltung seines Titels als Obervogt, wurde dem vom Obervogteiamt Gengenbach nach Offenburg versetzten Franz Michael Heinrich Stuber übertragen. Für Kriminaluntersuchungen zuständig wurde das Amt Gengenbach. Ihren Sitz hatte die Verwaltung im sogenannten Königshof.
Nachdem die Aufhebung der Patrimonialgerichtsbarkeit 1813 eine einheitliche Zuständigkeit der Ämter ermöglicht hatte, wurde aus dem Amt Offenburg das Bezirksamt Offenburg.

## Zugehörige Ortschaften
Das Amt umfasste zum Zeitpunkt seiner Errichtung, neben der Stadt, die Ortschaften Bohlsbach, Bühl, Elgersweier, Goldscheuer, Griesheim, Kittersburg, Marlen, Müllen, Schutterwald (der landesherrschaftliche Teil), Langhurst, Höfen, Waltersweier, Zunsweier, Ortenberg, Käfersberg, Zell, Fessenbach, Albersbach, Riedle, Weierbach, sowie Ober- und Unterrammersweier.
Ende 1810 kamen noch, in Bezug auf die allgemeine Verwaltung, die grundherrschaftlichen Orte Windschläg, Hofweier, Niederschopfheim, die restlichen Rechte an Schutterwald sowie der Rohrburger Hof hinzu. Sie hatten seit Inkrafttreten des Novemberedikts unmittelbar dem Kreisdirektorium unterstanden.

## Weitere Entwicklung
Aus dem Bezirksamt entstand 1939 der Landkreis Offenburg. Bei der Kreisreform 1973 kamen Offenburg und Umgebung zum Ortenaukreis.